# Kyle Singler
Kyle Edward Singler (Medford, 4 maggio 1988) è un ex cestista statunitense, professionista nella NBA.

## Statistiche

### College
| Anno      | Squadra          | PG  | PT  | MP   | TC%  | 3P%  | TL%  | RP  | AP  | PRP | SP  | PP   |
| --------- | ---------------- | --- | --- | ---- | ---- | ---- | ---- | --- | --- | --- | --- | ---- |
| 2007-2008 | Duke Blue Devils | 34  | 34  | 28,6 | 45,7 | 34,0 | 77,4 | 5,8 | 1,4 | 1,1 | 0,7 | 13,3 |
| 2008-2009 | Duke Blue Devils | 37  | 36  | 32,2 | 44,1 | 38,3 | 71,3 | 7,7 | 2,4 | 1,5 | 1,0 | 16,5 |
| 2009-2010 | Duke Blue Devils | 40  | 40  | 35,9 | 41,5 | 39,9 | 79,8 | 7,0 | 2,4 | 1,0 | 0,8 | 17,7 |
| 2010-2011 | Duke Blue Devils | 37  | 37  | 34,8 | 43,0 | 32,1 | 80,6 | 6,8 | 1,6 | 0,9 | 0,3 | 16,9 |
| Carriera  | Carriera         | 148 | 147 | 33,0 | 43,3 | 36,3 | 77,3 | 6,9 | 2,0 | 1,1 | 0,7 | 16,2 |

### NBA

#### Regular season
| Anno      | Squadra          | PG  | PT  | MP   | TC%  | 3P%  | TL%  | RP  | AP  | PRP | SP  | PP  |
| --------- | ---------------- | --- | --- | ---- | ---- | ---- | ---- | --- | --- | --- | --- | --- |
| 2012-2013 | Detroit Pistons  | 82  | 74  | 28,0 | 42,8 | 35,0 | 80,6 | 4,0 | 0,9 | 0,7 | 0,5 | 8,8 |
| 2013-2014 | Detroit Pistons  | 82  | 36  | 28,5 | 44,7 | 38,2 | 82,6 | 3,7 | 0,9 | 0,7 | 0,5 | 9,6 |
| 2014-2015 | Detroit Pistons  | 54  | 40  | 23,8 | 40,0 | 40,6 | 80,6 | 2,6 | 1,2 | 0,6 | 0,3 | 7,1 |
| 2014-2015 | Oklahoma Thunder | 26  | 18  | 17,5 | 33,3 | 37,0 | 68,8 | 2,1 | 0,7 | 0,5 | 0,3 | 3,7 |
| 2015-2016 | Oklahoma Thunder | 77  | 9   | 14,9 | 38,9 | 30,9 | 65,9 | 2,1 | 0,4 | 0,4 | 0,1 | 3,4 |
| 2016-2017 | Oklahoma Thunder | 32  | 2   | 12,0 | 41,0 | 18,9 | 76,5 | 1,5 | 0,3 | 0,2 | 0,2 | 2,8 |
| 2017-2018 | Oklahoma Thunder | 12  | 0   | 4,9  | 33,3 | 40,0 | 53,8 | 0,8 | 0,2 | 0,1 | 0,0 | 1,9 |
| Carriera  | Carriera         | 356 | 172 | 21,9 | 41,8 | 36,2 | 78,6 | 2,9 | 0,8 | 0,6 | 0,3 | 6,5 |

#### Play-off
| Anno     | Squadra          | PG | PT | MP   | TC%  | 3P%  | TL% | RP  | AP  | PRP | SP   | PP  |
| -------- | ---------------- | -- | -- | ---- | ---- | ---- | --- | --- | --- | --- | ---- | --- |
| 2016     | Oklahoma Thunder | 6  | 0  | 8,4  | 33,3 | 50,0 | 0,0 | 1,2 | 0,0 | 0,2 | 0,0  | 1,3 |
| 2017     | Oklahoma Thunder | 1  | 0  | 10,4 | 0,0  | 0,0  | 0,0 | 1,0 | 0,0 | 0,0 | 0,0' | 0,0 |
| Carriera | Carriera         | 7  | 0  | 8,7  | 30,0 | 50,0 | 0,0 | 1,1 | 0,0 | 0,1 | 0,0  | 1,1 |

## Palmarès

### Squadra
- Copa del Rey: 1

Real Madrid: 2012

### Individuale
- McDonald's All-American Game (2007)
- Campione NCAA (2010)
- NCAA Final Four Most Outstanding Player (2010)
- NBA All-Rookie Second Team (2013)